# Skrämmabäcken
Skrämmabäcken, eller Sannabäcken, är ett vattendrag i Jönköpings kommun. Den rinner från Öxnehaga genom Österängen och Vättersnäs till Sanna badplats vid Vättern. Dess avrinningsområdet är omkring 5 km² stort, varav ungefär en tredjedel utgörs av öppen mark, en tredjedel av skogsmark och en fjärdedel av bebyggelse. Bäckens lutning är 2,8 % mellan den högre och den lägre delen. Bäcken är delvis kulverterad. Den nedersta sträckan från Huskvarnavägen på tre kvarts kilometer går öppet. 
Skrämmabäckens ravin går i nordostlig riktning mellan Rosenlunds bankar och Vättersnäs till Vättern omedelbart väster om Sanna badplats vid Huskvarnaviken.
Vid Skrämmabäckens ravin växer det stora, 300 år gamla ekar i ett syrenbuskage.